# 千葉県東方沖地震
千葉県東方沖地震（ちばけんとうほうおきじしん）は、日本の千葉県東方沖合の太平洋を震央として発生する地震。
知られている主な地震は以下の通り。
- 千葉県東方沖地震 (1987年) - 1987年12月17日発生、MJMA6.7、震源の深さ58km、死者2人、負傷者144人、住宅全壊16棟、フィリピン海プレート内部の地震[1]。
- 千葉県東方沖地震 (2012年) - 2012年3月14日発生、MJMA6.1、震源の深さ15km[2]、最大震度5強、陸のプレート内の地震[3]。2011年3月11日に発生した東北地方太平洋沖地震の余震とされる。
- 2023年5月26日発生、MJMA6.2、最大震度5弱、震源の深さ50km、住宅被害1棟、太平洋プレートとフィリピン海プレートの境界の地震[4]。

1987年の地震はフィリピン海プレート内部の地震だった一方、2012年の地震は陸のプレート（北アメリカプレート）内部の地震であるなど、この地域の地震の発生様式は複数ある。